# 南方六道木
南方六道木（学名：Abelia dielsii）为忍冬科六道木属下的一个种。

## 扩展阅读
- 維基物種上的相關：南方六道木